# Männchen
Als Männchen wird in der Zoologie und anderen Wissenschafts- und Berufszweigen ein männliches Tier bezeichnet.

## Sprachgebrauch
Männchen ist eine Diminutivform von Mann. In Bezug auf Menschen hat seine Benutzung fast immer einen pejorativen (abwertenden) Zug. In früheren Zeiten war es aber eine durchaus gebräuchliche Koseform für den Mann.
Für ein männliches geschlechtsreifes Individuum gibt es in Sprachgebrauch einige typische Worte, die unspezifisch auf gewisse ähnliche Tierarten oder -gattungen angewendet werden, ohne sonderlich zoologische Unterscheidungen zu berücksichtigen: Man spricht auch von einem waidmännischen Terminus.